# Estación de Montigalà-Lloreda
La estación de Montigalà | Lloreda será una estación del metro de Barcelona, por donde pasará la línea 1. Actualmente está en proyecto. Estará equipada con ascensores y escaleras mecánicas. Se ubicará en la intersección de la rambla de Sant Joan con el paseo de Olof Palme y la calle de Liszt, que dará servicio tanto a la parte alta de Lloreda como a Montigalà.
| << cabecera           | < estación | línea  | estación > | cabecera >>           |
| --------------------- | ---------- | ------ | ---------- | --------------------- |
| Metro                 |            |        |            |                       |
| Hospital de Bellvitge | Fondo      | (203?) | Sant Crist | Badalona Pompeu Fabra |